# Dixiekraterna

Röster i elektorskollegiet i presidentvalet i USA 1948 efter delstat. Brandgula stater vanns av dixiekraterna.

States’ Rights Democratic Party (’Demokratiska partiet för delstaternas rättigheter’, populärt kallat Dixiekraterna) var ett avhopparparti grundat av demokratiska politiker i de amerikanska sydstaterna inför presidentvalet 1948, då man fruktade att den sittande demokratiske presidenten Harry S. Trumans reformer skulle hota segregationen och de enskilda delstaternas bestämmanderätt, något som demokratiska partiet tidigare försvarat. Det nya partiet ställde upp guvernören i South Carolina (sedermera senatorn) Strom Thurmond som presidentkandidat med ett program som kritiserade centralisering och motsatte sig federala tvångsmedel för att uppnå medborgerliga rättigheter för USA:s afroamerikanska minoritet.
Partiets anhängare lyckades få Thurmond och vicepresidentkandidaten Fielding L. Wright, som var guvernör i Mississippi, erkända som demokraternas officiella kandidater i Sydkarolina, Mississippi och Alabama samt i Thurmonds hemstat Louisiana, men misslyckades i Tennessee och Georgia då dessa delstaters guvernörer inte gav Thurmond sitt stöd. Paret vann följaktligen i Sydkarolina, Alabama, Mississippi och Louisiana, samt därtill en elektor från Tennessee, vilket tillhopa motsvarade 39 av 531 elektorsröster. Sammanlagt erhöll partiet 1,17 miljoner röster (2,4 procent av alla avlagda röster).
Partiets anhängare kallades populärt för dixiekrater, en teleskopord av dixie (sydstatare) och demokrater – fram till 1960-talet dominerades politiken i sydstaterna av demokraterna som på delstatlig nivå såg till att rasåtskillnaden bibehölls. 
Dixiekraterna upplöste partiet efter 1948 års val. Thurmond och andra höjdare inom partiet återvände till demokraterna; andra prövade sin lycka i utbrytarpartier som American Independent Party. Trots att partiet inte längre existerade, fortsatte dixiekratrörelsen att vara betydande. Då demokraterna ur deras synpunkt fortsatte att röra sig allt längre åt vänster, röstade de i ökande omfattning på det republikanska partiet. Strom Thurmond blev republikan 1964; sedan flera årtionden tillbaka räknas sydstaterna som republikanskt fäste.